# کشتار مسیحیان در ناگاساکی

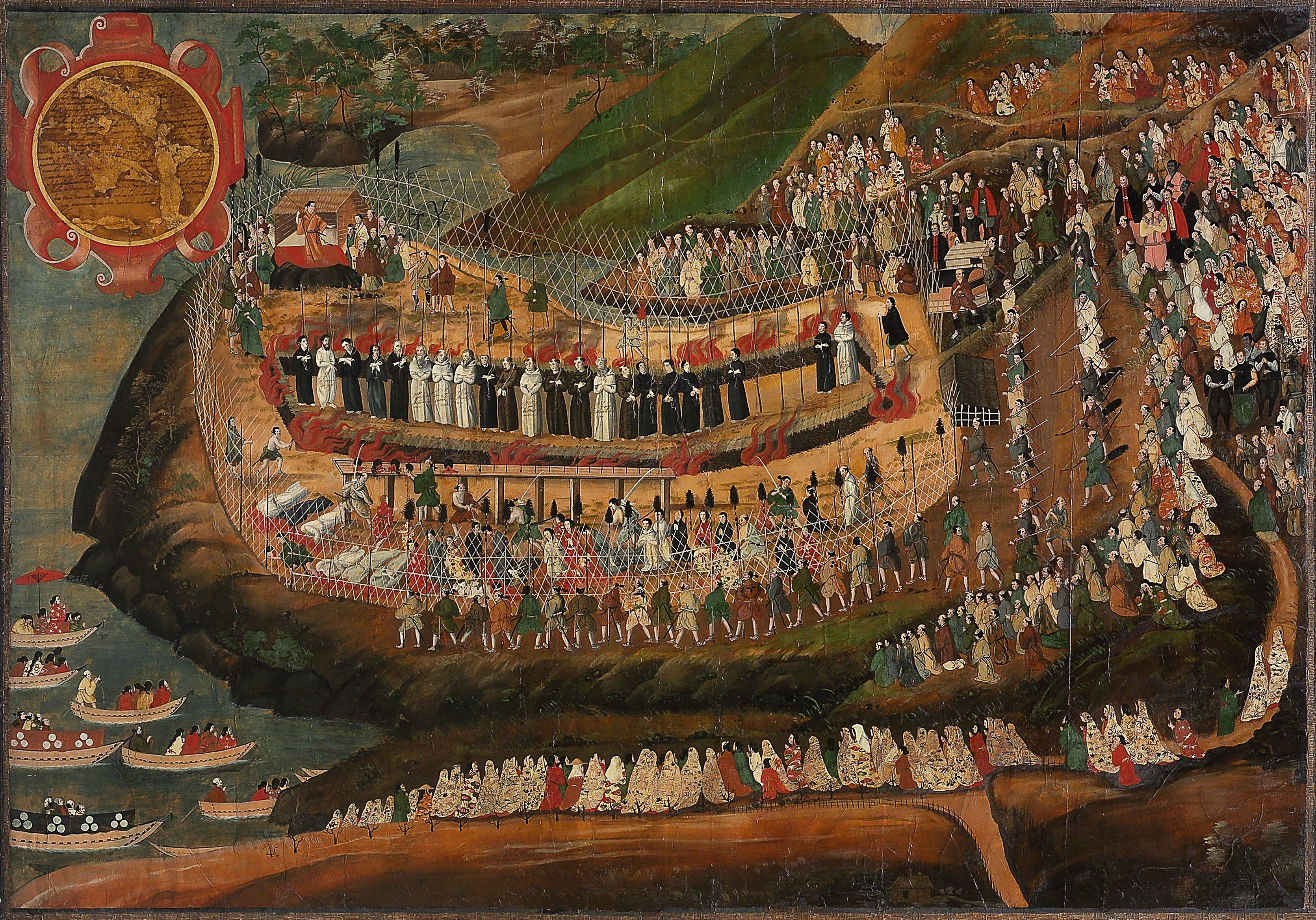
کشتار مسیحیان در ناگاساکی

کشتار مسیحیان در ناگاساکی یا شهدای گن‌نا (به ژاپنی: 元和の大殉教) به یک گروه ۵۵ نفره از کاتولیک‌های رومی گفته می‌شود که در تاریخ ۱۰ سپتامبر ۱۶۲۲ توسط سوزاندن در آتش و سر بریدن، در ناگاساکی اعدام شدند. شهادت آنها به ویژه در تاریخ کلیسای کاتولیک در ژاپن قابل توجه است.